# هورستد ویت استنینگهال
هورستد ویت استنینگهال (به انگلیسی: Horstead with Stanninghall) یک روستا و محله مدنی در بریتانیا است که در Broadland واقع شده‌است. هورستد ویت استنینگهال ۱۱٫۵۴ کیلومتر مربع مساحت و ۱٬۱۸۴ نفر جمعیت دارد.